# Rue du Marché au Charbon
 (janvier 2009).
Si vous disposez d'ouvrages ou d'articles de référence ou si vous connaissez des sites web de qualité traitant du thème abordé ici, merci de compléter l'article en donnant les références utiles à sa vérifiabilité et en les liant à la section « Notes et références ».

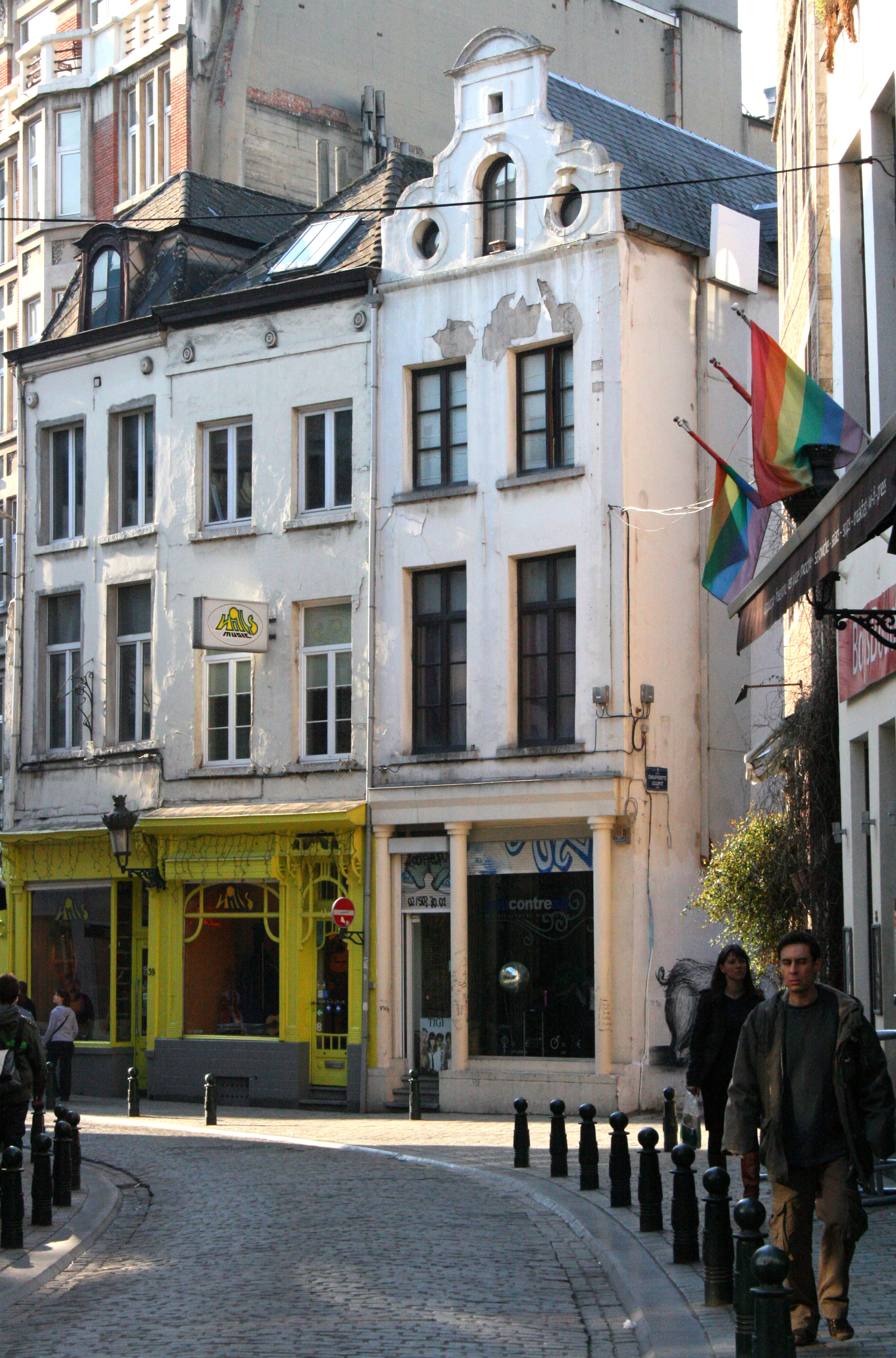
Rue du Marché au Charbon depuis la rue du Midi

La rue du Marché au Charbon (en néerlandais : Kolenmarkt) est un tronçon d'une ancienne route vers Anderlecht et le sud-ouest de Bruxelles.

## Histoire
Cette artère s'est formée à la fin du XIIIe siècle. On l'appelait à l'époque en latin Forum Carbonum, et en ancien néerlandais Colemerct, car les négociants de charbon de bois s'y étaient installés.

## Monuments
On y trouve l'église Notre-Dame du Bon Secours, un édifice baroque qui était une étape pour les pèlerins en route vers Saint-Jacques-de-Compostelle. Sur la porte de cette église sont gravés la coquille Saint-Jacques, le chapeau et la cape, le bâton et la besace du pèlerin. La rue comptait anciennement de nombreuses auberges.

## Vie
Actuellement ce quartier, à l'instar du Marais de Paris, est devenu le quartier gay et l'un des plus animés de la capitale européenne,.
Cette rue est un semi-piétonnier réaménagé, qui rassemble plusieurs fresques murales de bande dessinée belge du parcours BD de Bruxelles. La rue abrite le commissariat central de la police de Bruxelles. L'impasse aux Huîtres, une des 28 impasses répertoriées à Bruxelles, y débouche.
La rue est également connue par le titre d'un ouvrage du poète belge William Cliff, Marcher au charbon (1978).

## Quelques habitants célèbres
- Henri Voordecker, peintre, y naquit en 1779.
- Joseph Poelaert, naquit au Marché aux Charbons, no 1028 (aucune plaque n'y rappelle sa naissance).
- William Cliff, poète y habite.